# UHU

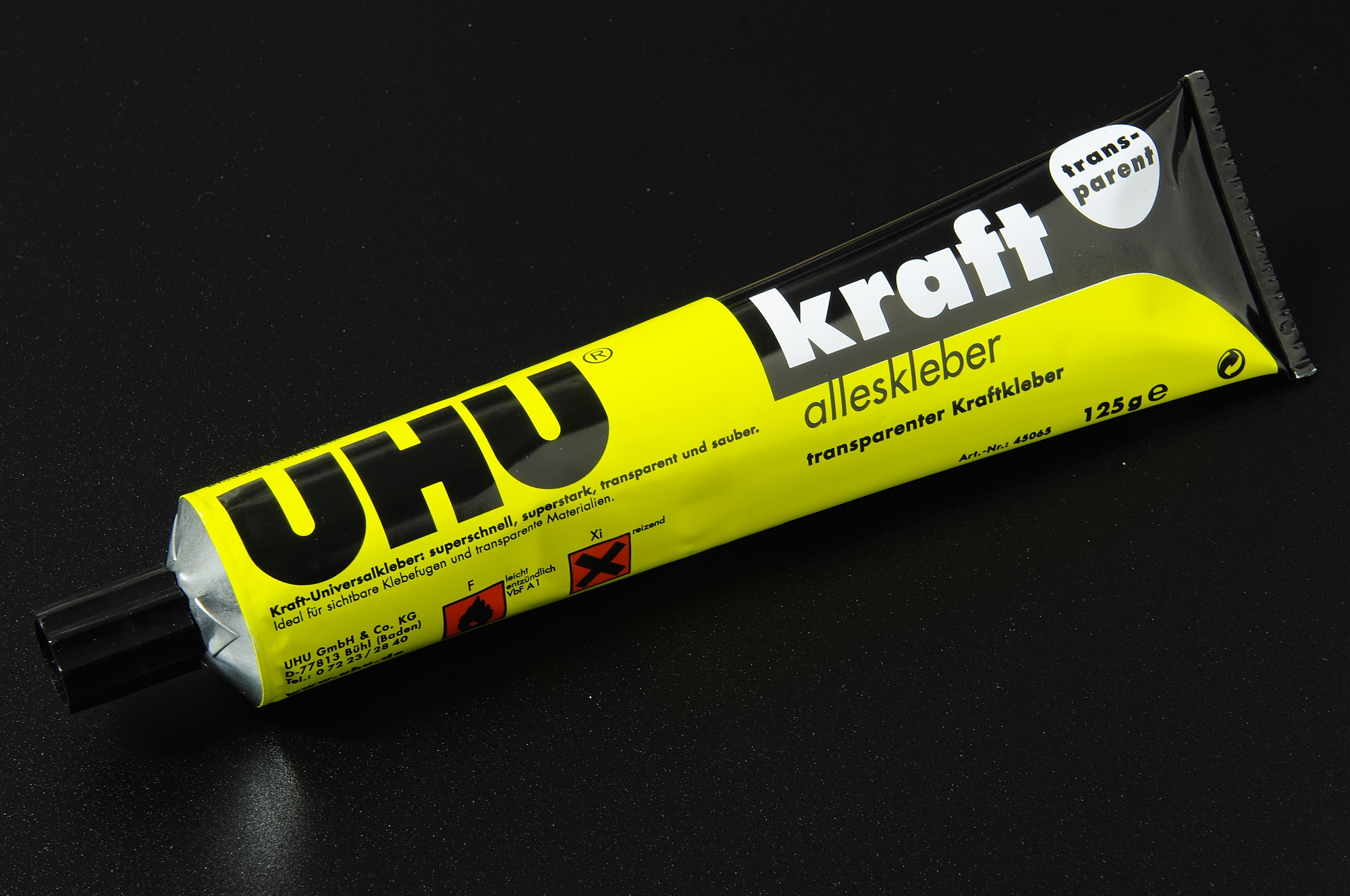
UHU-Alleskleber

Die Uhu Holding GmbH (Eigenschreibweise: UHU) ist die Konzernobergesellschaft eines Herstellers von Klebstoff mit Sitz in Bühl.
Bekanntestes Produkt ist UHU, ein Klebstoff, der in Deutschland, Österreich und der Schweiz häufig als Gattungsname für sogenannte Alleskleber verwendet wird – also Klebstoffe für überwiegend kleinere Anwendungen in privaten Haushalten (Papier etc.). Inhaber der Marke ist die UHU GmbH & Co. KG.

## Entwicklung
Im Jahr 1932 entdeckte der Apotheker August Fischer, dass eine 40%ige Lösung von Polyvinylacetat in Methylacetat/Aceton einen wirksamen Klebstoff ergibt. Weltweit handelte es sich um den ersten gebrauchsfertigen klaren Kunstharz-Klebstoff, mit dem fast alle zur damaligen Zeit im Haushalt gebräuchliche Materialien geklebt werden konnten. Der charakteristische Geruch des Klebstoffes rührt her von dem Hauptbestandteil des verwendeten Lösungsmittels, Methylacetat.
Der Markenname leitet sich von der Vogelart Uhu ab. Fischer folgte damit der Tradition der Papier- und Schreibwarenbranche, Produkte nach großen Vögeln zu benennen (wie zum Beispiel Pelikan, Adler oder Marabu).
UHU wurde bald zu einer der bekanntesten Marken in Deutschland. Ein durchaus werbewirksamer Prestige-Gewinn war für sie, dass der Zeppelin Hindenburg unter Verwendung des Kunstharz-Klebstoffs gebaut wurde.
Während der Zeit des Nationalsozialismus gehörte UHU zu den deutschen Unternehmen, deren Materialien eingesetzt wurden, um sie von Häftlingen des Konzentrationslagers Sachsenhausen in Gewaltmärschen, den sogenannten Schuhläufer-Kommandos, testen zu lassen.
Das Unternehmen ging 1971 in den Besitz der britischen Beecham-Gruppe über, aus der es 1989 wieder herausgelöst wurde. Seit 1994 ist UHU eine hundertprozentige Tochter der italienischen Bolton Group, heute unter dem Dach der UHU Holding GmbH zusammengefasst. Größter Konkurrent auf dem deutschen Markt ist der Henkel-Konzern mit den Klebstoffmarken Pritt, Pattex und Ponal.

## Produkte
Die Produkte werden mittlerweile in über 125 Ländern der Welt vertrieben. Bekannteste Produkte sind immer noch der Haushalts-Alleskleber in Tuben und Klebestifte für Papier, das Produktportfolio umfasst jedoch eine breite Palette von Haushalts- und Industrie-Klebstoffen, Klebefolien und Dichtstoffen. Für den Modellbau gibt es z. B. den Hartkleber UHU-Hart, den Kunststoffkleber UHU-Plast und den Styroporkleber UHU-Por.